# Xylographus
Xylographus är ett släkte av skalbaggar som beskrevs av Mellie 1847. Xylographus ingår i familjen trädsvampborrare.
Släktet innehåller bara arten Xylographus bostrychoides.